# Zija Dibra
Zija Dibra vagy Zia Dibra (nevének ejtése zija dibɾa; Dibra, 1890 – Harizaj, 1925. január 25.) albán politikus. Az 1920-as évek első felében a később I. Zogu néven albán uralkodó, Amet Zogolli legkérlelhetetlenebb ellenfelei közé tartozott. 1921 végén rövid ideig két kormányban is vállalt miniszteri feladatokat.

## Életútja
Dibra neve 1920 körül lett ismert, mint a jugoszláviai albán és macedón nacionalista politikai szervezetek összekötője. Csakhamar Albánia politikai életébe is bekapcsolódott, közmunkaügyi miniszterként részt vett az 1921. október 16-a és december 6-a között működő, Pandeli Evangjeli vezette koalíciós kormány munkájában. Egyes források szerint azon fegyveresek egyike volt, akik december 6-án a hajnali órákban Aqif Elbasani régens utasítására Evangjeli fejének szegezett fegyverrel érték el, hogy a miniszterelnök aláírja lemondását. Az ezt követően Hasan Prishtina vezetésével megalakult „ötnapos kormányban” Dibra kapta meg a hadügyi tárcát.
1922 februárjában Bajram Currival és Elez Isufival együtt tagja lett annak a Hasan Prishtina köré szerveződött, koszovói bázisú politikai ellenzéki körnek, amely a hatalmát konszolidáló Amet Zogolli (a későbbi I. Zogu) politikájával szembeszállva az 1921 decemberében feloszlatott Evangjeli- és Prishtina-kormányok koalíciós kormányzásához kívánt visszatérni. Miután Zogolli elutasította kezdeményezésüket, fegyveres felkelést szerveztek a Zogolli fegyverbeszolgáltatási rendelete miatt egyébként is feldühödött hegyvidéki északalbánok részvételével. Felkelőseregük Prishtina vezetésével csakhamar Tirana határában készülődött a támadásra, a Xhafer Ypi vezette kormány és a nemzetgyűlés pedig ideiglenesen áttette székhelyét Elbasanba. A belügyminiszter Zogolli fegyveresei élén elbarikádozta magát a fővárosban, és megkezdődött az utcáról utcára megvívott gerillaháború. A brit nagykövet beavatkozását követően a lázadók legnagyobb csoportját vezető Isufi visszavonta embereit, így Zogolli 1922. március 11-éig sikeresen szétverte a felkelők maradékát. Dibrának sikerült külföldre, Isztambulba szöknie, majd katonai tanácsadóként csatlakozott az albán emigráció bécsi székhelyű Zogolli-ellenes politikai szervezete, az Albán Bizottság tevékenységéhez.
Dibra 1924-ben hazatért, és részt vett a Fan Noli vezette júniusi forradalom harcaiban, amelynek győzelme után Zogolli – ekkor már nyugatiasított nevén: Zogu – elhagyni kényszerült Albániát. Dibra az ezt követő időszakban tanácsadóként támogatta a Noli-kormány munkáját. 1924 végén az ő feladata volt, hogy régi bajtársát, Elez Isufit meggyőzze a jugoszláv katonai segítséggel hatalmát visszaszerezni készülő Zogu elleni harcra. Érvelésében az északalbánok általános szerbellenességre apellált, miszerint Zogu akciója gyakorlatilag kiszolgáltatja Albániát Jugoszláviának, de a Noli-kormány nevében a pénzt sem sajnálta Isufi meggyőzésére.
Zogu azonban 1924 decemberében Isufi segítsége nélkül is sikeresen visszaszerezte a hatalmat. Dibrát 1925. január 23-án Vlorában fogták el, miután Nolitól és a júniusi forradalmi kormány más politikusaitól eltérően nem volt hajlandó külföldre szökni. A hivatalos tudósítások szerint amikor internálásának kiszemelt helyére, Beratba kísérték, Dibra 1925. január 25-én Harizaj falu határában lóháton szökést kísérelt meg, az őt kísérő csendőr pedig agyonlőtte.